# Augustine Di Noia

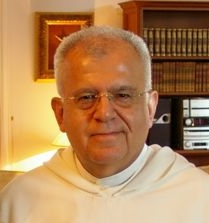
Erzbischof Augustine Di Noia OP

Erzbischofswappen

Joseph Augustine Di Noia OP (* 10. Juli 1943 in New York City, USA) ist ein Kurienerzbischof der römisch-katholischen Kirche.

## Leben
Augustine Di Noia besuchte die Cardinal Hayes High School in New York City und das Providence College in Providence. Er trat am 4. August 1964 in die Ordensgemeinschaft der Dominikaner ein. 1966 erwarb Di Noia am St. Stephen’s College in Dover, Massachusetts, ein Lizenziat im Fach Philosophie. Am 4. Juni 1970 empfing er das Sakrament der Priesterweihe. Di Noia wurde 1971 am Dominican House of Studies in Washington, D.C. magna cum laude zum Doktor der Theologie promoviert. 1980 wurde er an der Yale University zum Doktor der Philosophie promoviert.
In den folgenden Jahren war Augustine Di Noia als Seelsorger tätig. 1984 wurde er Herausgeber der Zeitschrift The Thomist. Di Noia wurde 1991 Professor für Katholische Theologie an der Pontifical Faculty of the Immaculate Conception des Dominican House of Studies. Er wurde 1993 Geschäftsführender Direktor des Sekretariats für die Glaubenslehre und die Pastoral der Bischofskonferenz der Vereinigten Staaten. Am 4. April 2002 berief ihn Papst Johannes Paul II. zum Untersekretär der Kongregation für die Glaubenslehre.
Am 16. Juni 2009 ernannte ihn Papst Benedikt XVI. zum Titularerzbischof von Oregon City und bestellte ihn zum Sekretär der Kongregation für den Gottesdienst und die Sakramentenordnung. Die Bischofsweihe spendete ihm am 11. Juli 2009 der Präfekt der Kongregation für die Glaubenslehre, William Joseph Kardinal Levada; Mitkonsekratoren waren der emeritierte Erzbischof von Louisville, Thomas Cajetan Kelly OP, und der Erzbischof von Washington, Donald Wuerl. Augustine Di Noia wählte sich den Wahlspruch In oboedientia veritatis („Der Wahrheit gehorsam“), der dem 1. Brief des Petrus (1 Petr 1,22 ) entstammt.
Am 26. Juni 2012 wurde er von Papst Benedikt XVI. zum Vize-Präsidenten der Päpstlichen Kommission Ecclesia Dei ernannt. Er sollte auch im Auftrag des damaligen Präfekten der Glaubenskongregation William Joseph Kardinal Levada, der zugleich als Präsident von „Ecclesia Dei“ fungierte, die Einigungsbemühungen mit der traditionalistischen Priesterbruderschaft St. Pius X. koordinieren.
Papst Franziskus ernannte Joseph Augustine Di Noia am 21. September 2013 zum beigeordneten Sekretär der Kongregation für die Glaubenslehre. Am 1. Juni 2022 berief ihn Papst Franziskus zudem zum Mitglied der Kongregation für den Gottesdienst und die Sakramentenordnung.

## Schriften
- The Diversity of Religions: A Christian Perspective, Catholic University of America Press, 1992
- The Love That Never Ends: A Key to the Catechism of the Catholic Church, Our Sunday Visitor Press, 1996
- Turn to God the Father, Charis Books, 1998
- Veritatis Splendor: And the Renewal of Moral Theology, Our Sunday Visitor Press, 1999